# Сборная десятилетия НФЛ (1920-е годы)
Сборная десятилетия Национальной футбольной лиги (англ. National Football League All-Decade Team) — символическая сборная, составленная из лучших игроков НФЛ. Состав команды 1920-х годов был выбран избирательной комиссией Зала славы профессионального футбола в 1969 году, к пятидесятилетию лиги.
В тот период времени в НФЛ не существовало Пробоулов, число попаданий в которые можно было бы использовать как критерий оценки успешности выступлений игроков. В 1920 году газета Argus из Рок-Айленда впервые сформировала свою версию команды звёзд. Свои версии символических сборных были выбраны газетой The Buffalo Evening News в 1921 году и играющими тренерами Джорджем Халасом и Гаем Чамберлином в следующем сезоне. В 1923 году издание Green Bay Post-Gazette, наиболее широко освещавшее игры НФЛ, ввело в обращение термин All-Pro Team, которым обозначаются сборные всех звёзд по настоящее время. На основе публикаций и репортажей того периода была сформирована команда звёзд 1920-х годов.

## Состав команды
| Условные цветовые обозначения              |
| ------------------------------------------ |
| Члены Зала славы профессионального футбола |

| Позиция   | Игрок            | Фото | Колледж                     | Команды | Награды и достижения                                                    |
| --------- | ---------------- | ---- | --------------------------- | --- | ----------------------------------------------------------------------- |
| Квотербек | Джимми Конзелмен |      | Вашингтон (Сент-Луис)       | Декейтур Стейлис (1920) Рок-Айленд Индепендентс (1921—1922) Милуоки Баджерс (1922—1924) Детройт Пантерс (1925—1926) Провиденс Стим Роллер (1927—1930) Чикаго Кардиналс (1940—1942, 1946—1948) | Чемпион НФЛ (1928, 1947) Член Зала славы (1964)                         |
| Квотербек | Пэдди Дрисколл   |      | Нортвестерн                 | Хэммонд Прос (1919) Декейтур Стейлис/Чикаго Беарз (1920, 1926—1929) Чикаго Кардиналс (1920—1925)                                                                                              | Чемпион НФЛ (1925) Член Зала славы (1965)                               |
| Хавбек    | Гарольд Грэндж   |      | Иллинойс                    | Чикаго Беарз (1925, 1929—1934) Нью-Йорк Янкис (1926—1927) | Чемпион NCAA (1923) Чемпион НФЛ (1932, 1933) Член Зала славы (1963)     |
| Хавбек    | Джо Гайон        |      | Карлайл Индиан Джорджия Тек | Кантон Булдогс (1919—1920) Кливленд Индианс (1921) Уранг Индианс (1922—1923) Рок-Айленд Индепендентс (1924) Канзас-Сити Ковбойз (1924—1925) Нью-Йорк Джайентс (1927)                          | Чемпион NCAA (1917) Чемпион НФЛ (1927) Член Зала славы (1966)           |
| Хавбек    | Эрл Лэмбо        |      | Нотр-Дам                    | Грин-Бей Пэкерс (1919—1949) Чикаго Кардиналс (1950—1951) Вашингтон Редскинс (1952—1953) | Чемпион НФЛ (1929—1931, 1936, 1939, 1944) Член Зала славы (1963)        |
| Хавбек    | Джим Торп        |      | Карлайл Индиан              | Кантон Булдогс (1915—1917, 1919—1920, 1926) Кливленд Индианс (1921) Уранг Индианс (1922—1923) Рок-Айленд Индепендентс (1924) Нью-Йорк Джайентс (1925) Чикаго Кардиналс (1928)                 | Член Зала славы (1963)                                                  |
| Фуллбек   | Эрни Неверс      |      | Стэнфорд                    | Дулут Эскимос (1926—1927) Чикаго Кардиналс (1929—1931) | Член Зала славы (1963)                                                  |
| Энд       | Гай Чамберлин    |      | Небраска                    | Кантон Булдогс (1919, 1922—1923) Декейтур/Чикаго Стейлис (1920—1921) Кливленд Булдогс (1924) Франкфорд Йеллоу Джэкетс (1925—1926) Чикаго Кардиналс (1927—1928)                                | Чемпион НФЛ (1921—1924, 1926) Член Зала славы (1965)                    |
| Энд       | Лаверн Дилвег    |      | Маркетт                     | Милуоки Баджерс (1926) Грин-Бей Пэкерс (1927—1934) | Чемпион НФЛ (1929—1931)                                                 |
| Энд       | Джордж Халас     |      | Иллинойс                    | Декейтур/Чикаго Стейлис — Чикаго Беарз (1920—1983) | Чемпион НФЛ (1921, 1933, 1940, 1941, 1946, 1963) Член Зала славы (1963) |
| Тэкл      | Эд Хили          |      | Дартмут                     | Рок-Айленд Индепендентс (1920—1922) Чикаго Беарз (1922—1927) | Член Зала славы (1964)                                                  |
| Тэкл      | Пит Генри        |      | Вашингтон и Джефферсон      | Кантон Булдогс (1920—1923, 1925—1926) Нью-Йорк Джайентс (1927) Поттсвилл Марунс (1927—1928)                                                                                                   | Чемпион НФЛ (1922, 1923) Член Зала славы (1963)                         |
| Тэкл      | Кэл Хаббард      |      | Сентенери Джинева           | Нью-Йорк Джайентс (1927—1928, 1936) Грин-Бей Пэкерс (1929—1933, 1935) Питтсбург Пайрэтс (1936)                                                                                                | Чемпион НФЛ (1927, 1929—1931) Член Зала славы (1963)                    |
| Тэкл      | Стив Оуэн        |      | Филлипс                     | Канзас-Сити Ковбойз (1924—1925) Кливленд Булдогс (1925) Нью-Йорк Джайентс (1926—1953) | Чемпион НФЛ (1927, 1934, 1938) Член Зала славы (1966)                   |
| Гард      | Ханк Андерсон    |      | Нотр-Дам                    | Чикаго Беарз (1922, 1923—1925) Кливленд Булдогс (1923) | —                                                                       |
| Гард      | Уолт Кислинг     |      | Сент-Томас (Миннесота)      | Дулут Эскимос (1926—1927) Поттсвилл Марунс (1928) Чикаго Кардиналс (1929—1933) Чикаго Беарз (1934) Грин-Бей Пэкерс (1935—1936) Питтсбург Пайрэтс (1937—1939)                                  | Чемпион НФЛ (1936) Член Зала славы (1966)                               |
| Гард      | Майк Михальске   |      | Пенн Стейт                  | Нью-Йорк Янкис (1926—1928) Грин-Бей Пэкерс (1929—1935, 1937) | Чемпион НФЛ (1929—1931) Член Зала славы (1964)                          |
| Центр     | Джордж Трафтон   |      | Нотр-Дам                    | Декейтур/Чикаго Стейлис — Чикаго Беарз (1920—1921, 1923—1932) | Чемпион НФЛ (1921, 1932) Член Зала славы (1964)                         |